# Władysław Oleszczyński

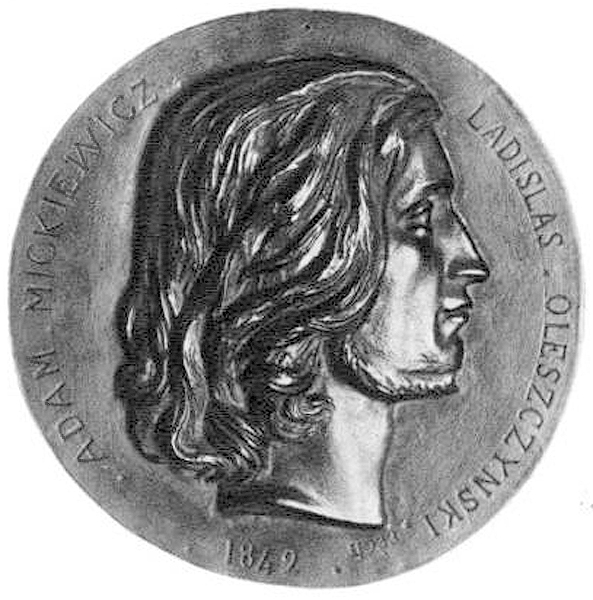
Medal ku czci Adama Mickiewicza

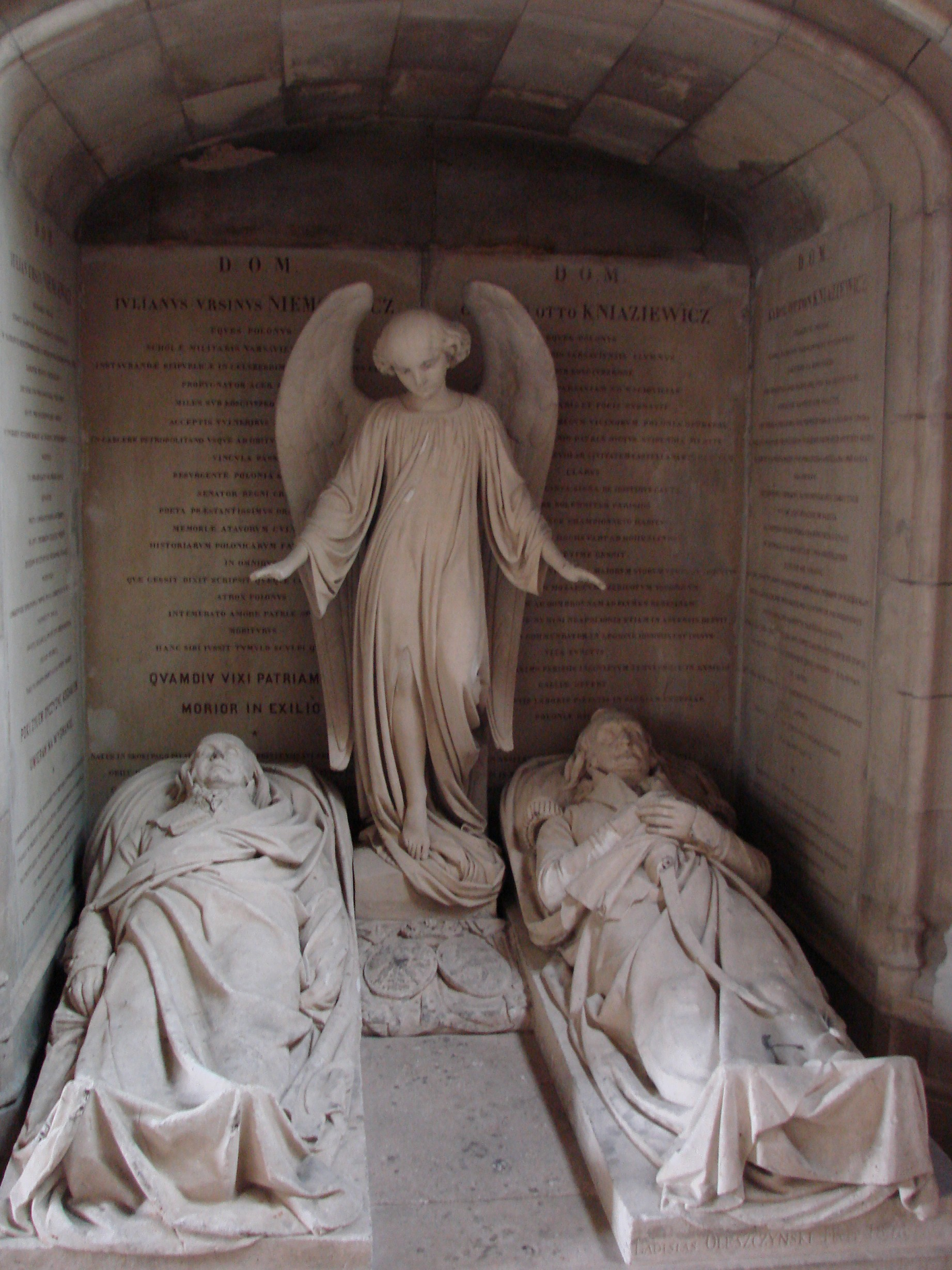
Rzeźba epitafijna Niemcewicza i Kniaziewicza w kolegiacie św. Marcina w Montmorency dłuta Władysława Oleszczyńskiego

Władysław Tomasz Kazimierz Oleszczyński (ur. 17 grudnia 1807 w Końskowoli, zm. 11 kwietnia 1866 w Rzymie) – polski rzeźbiarz, medalier i grafik.

## Życiorys
Był synem Kazimierza (sędziego pokoju w Krasnymstawie) i Salomei z Kosińskich. Wybitnymi artystami byli także jego dwaj starsi bracia – grafik Antoni (1794–1879) oraz litograf i ilustrator Seweryn (1801–1876).
Urodził się w Końskowoli, w tamtejszej parafii został ochrzczony, a jego ojcem chrzestnym został Franciszek Zabłocki. W 1824 rozpoczął studia na Oddziale Sztuk Pięknych Królewskiego Uniwersytetu Warszawskiego; po roku uzyskał stypendium rządowe, dzięki któremu mógł wyjechać na kształcenie artystyczne do Francji. W podróży towarzyszył mu brat Antoni. Nauczycielami Oleszczyńskiego byli kolejno: F. J. Heim (rysunek) i A.L. Dantan (rzeźba), a w latach 1826–1829 w École des Beaux-Arts w Paryżu P. J. David d’Angers (rzeźba) i N. Tiolier (medalierstwo). Pod koniec studiów Oleszczyński wykonał m.in. posąg cesarza Aleksandra I oraz – na zamówienie Warszawskiego Towarzystwa Naukowego – medal Kopernika z okazji odsłonięcia pomnika astronoma w Warszawie.
W maju 1830 powrócił do Warszawy i podjął pracę w mennicy. Wkrótce wziął udział w powstaniu listopadowym, po którego upadku udał się na emigrację. Kolejne 25 lat życia spędził w Paryżu, gdzie stał się głównym rzeźbiarzem Wielkiej Emigracji. Wykonał szereg pomników i nagrobków przedstawicieli polskiego środowiska emigracyjnego, m.in. Maurycego Mochnackiego w Auxerre, Ludwika Michała Paca w Smyrnie, Juliana Ursyna Niemcewicza i Karola Kniaziewicza w Montmorency, Juliusza Słowackiego na paryskim Montmartre, Klementyny z Tańskich Hoffmanowej na Pere Lachaise w Paryżu. Był także twórcą wielu statuetek portretowych (m.in. Niemcewicza, Mickiewicza, Józefa Hoene-Wrońskiego), wykonywał odlewane w brązie medaliony portretowe (brata Antoniego, Słowackiego, Mickiewicza, Józefa Bohdana Zaleskiego, Augusta Cieszkowskiego, Henryka Dembińskiego) oraz medale (m.in. króla Francji Ludwika Filipa I).
Twórczość Oleszczyńskiego z tego okresu obejmowała także litografie i miedzioryty, poświęcone tematycznie Polsce dawnej i współczesnej, wykorzystywane jako ilustracje w polskich wydawnictwach emigracyjnych ukazujących się w Paryżu. Rzeźbiarz miał w dorobku ponadto dekoracje, m.in. dla paryskiego kościoła St. Marie Madeleine wykonał grupę z patronką parafii, a dla mauzoleum Napoleona u Inwalidów serię alegorycznych posągów. Był autorem szeregu artykułów o sztuce.
W 1856 wykonał na zamówienie poznańskiego Komitetu Pamięci Mickiewicza pomnik poety, który odsłonięto w Poznaniu. Wkrótce we wrześniu 1857 przyjechał do Polski i osiadł w Warszawie. Otrzymał pracownię na Zamku Królewskim i kontynuował działalność rzeźbiarską w kraju. Był twórcą wielu epitafiów i pomników, m.in. Jana Pawła Woronicza i Kopernika (w Wieńcu, 1860). Wykonał także posągi i płaskorzeźby do ołtarza Matki Boskiej w kościele kapucynów w Lublinie (1859-1860). Wśród osobistości, których popiersia portretowe wykonał Oleszczyński, byli m.in. Zygmunt Krasiński, Henryk Levittoux, abp Antoni Melchior Fijałkowski, Józef Ignacy Kraszewski, Wincenty Pol, Teofil Lenartowicz, Julian Bartoszewicz, Kazimierz Władysław Wójcicki, Jadwiga Łuszczewska (Deotyma).
Należał do grona członków założycieli Towarzystwa Zachęty Sztuk Pięknych. W 1865 rozpoczął pracę nad warszawskim pomnikiem Jana Kochanowskiego; dla wykucia pomnika wyjechał do Rzymu, tam zmarł i został pochowany.
Jako rzeźbiarz posługiwał się marmurem, gliną, gipsem i brązem, w grafice stosował litografię i miedzioryt. Jest uważany za najwybitniejszego przedstawiciela romantyzmu w polskiej rzeźbie.
Po śmierci został pochowany na cmentarzu Les Champeaux w Montmorency.